# Sadok Ben Mhenni
Sadok Ben Mhenni (arabe : الصادق بن مهنّي), mort le 28 juillet 2023, est un militant de gauche, militant des droits de l'homme, écrivain et traducteur tunisien.

## Biographie
Originaire de la ville d'El May au centre de l'île de Djerba, Sadok Ben Mhenni est un militant politique de la gauche tunisienne. Il est membre du mouvement Perspectives tunisiennes et figure parmi les fondateurs de la section tunisienne d'Amnesty International. Entre 1974 et 1980, il est emprisonné, en tant que militant de gauche opposé à la politique du président Habib Bourguiba, et torturé.
Il est l'auteur du livre Le voleur de tomates, où la prison a augmenté mon âge, publié en 2017 et dans lequel il raconte son parcours politique et les années qu'il a passé à la prison de Borj Erroumi. Il est aussi le traducteur de plusieurs ouvrages et le lauréat en 2017 du prix Sadok Mazigh de traduction vers l'arabe.
Sadok Ben Mhenni est le père de la cyberdissidente et blogueuse Lina Ben Mhenni.
Il meurt le 28 juillet 2023 et enterré le lendemain au cimetière du Djellaz.